# Córico (ciudad licia)
Córico (en griego antiguo: Κώρυκος, romanizado: Korykos) fue una ciudad portuaria de la Antigua Grecia en Licia. La ubicación de la ciudad no se ha determinado con certeza. El Barrington Atlas of the Greek and Roman World la sitúa en 36°26′10.1″N 30°28′42.8″E / 36.436139, 30.478556. Se encuentra a poca distancia al norte de la moderna ciudad de Çıralı, en el distrito de Kumluca de la provincia de Antalya (Turquía).
La ciudad es mencionada por el Stadiasmus Patarensis y el Stadiasmus Maris Magni. Mustafa Adak ha argumentado que el nombre de Córico fue finalmente cambiado a Olimpo, después de que la ciudad original de Olimpo hubiera sido destruida por la República romana. Según él, Olimpo se fundó inicialmente en el monte Olimpo, que identifica como Musa Dağı en lugar de Tahtalı Dağı. Tras la destrucción la población se habría trasladado a Córico. El cambio de nombre podría haberse producido cuando Adriano visitó la ciudad en 131 d. C.